# بريندا أسنيكار
بريندا أسنيكار (بالإسبانية: Brenda Asnicar)‏ هي ممثلة أرجنتينية، ولدت في 17 أكتوبر 1991 في بوينس ايرس في الأرجنتين.

## وصلات خارجية
- بريندا أسنيكار على موقع IMDb (الإنجليزية)
- بريندا أسنيكار على موقع ميوزك برينز (الإنجليزية)
- بريندا أسنيكار على موقع أول ميوزيك (الإنجليزية)
- بريندا أسنيكار على موقع ديسكوغز (الإنجليزية)
- بريندا أسنيكار على موقع قاعدة بيانات الفيلم (الإنجليزية)
- بريندا أسنيكار على موقع كينوبويسك (الروسية)